# L. L. Zamenhof

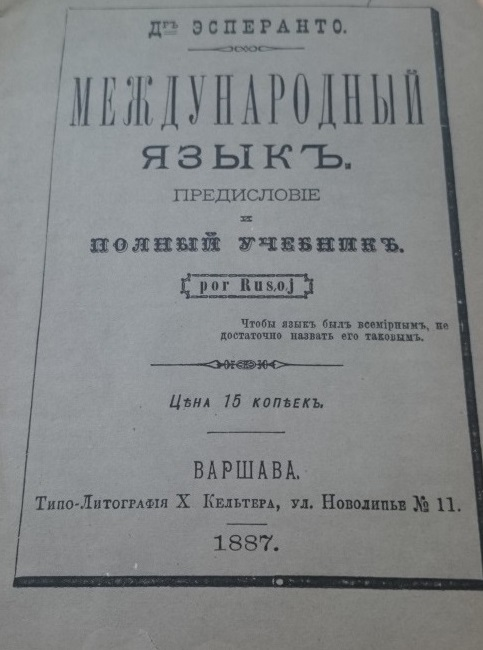
Unua libro, 1887

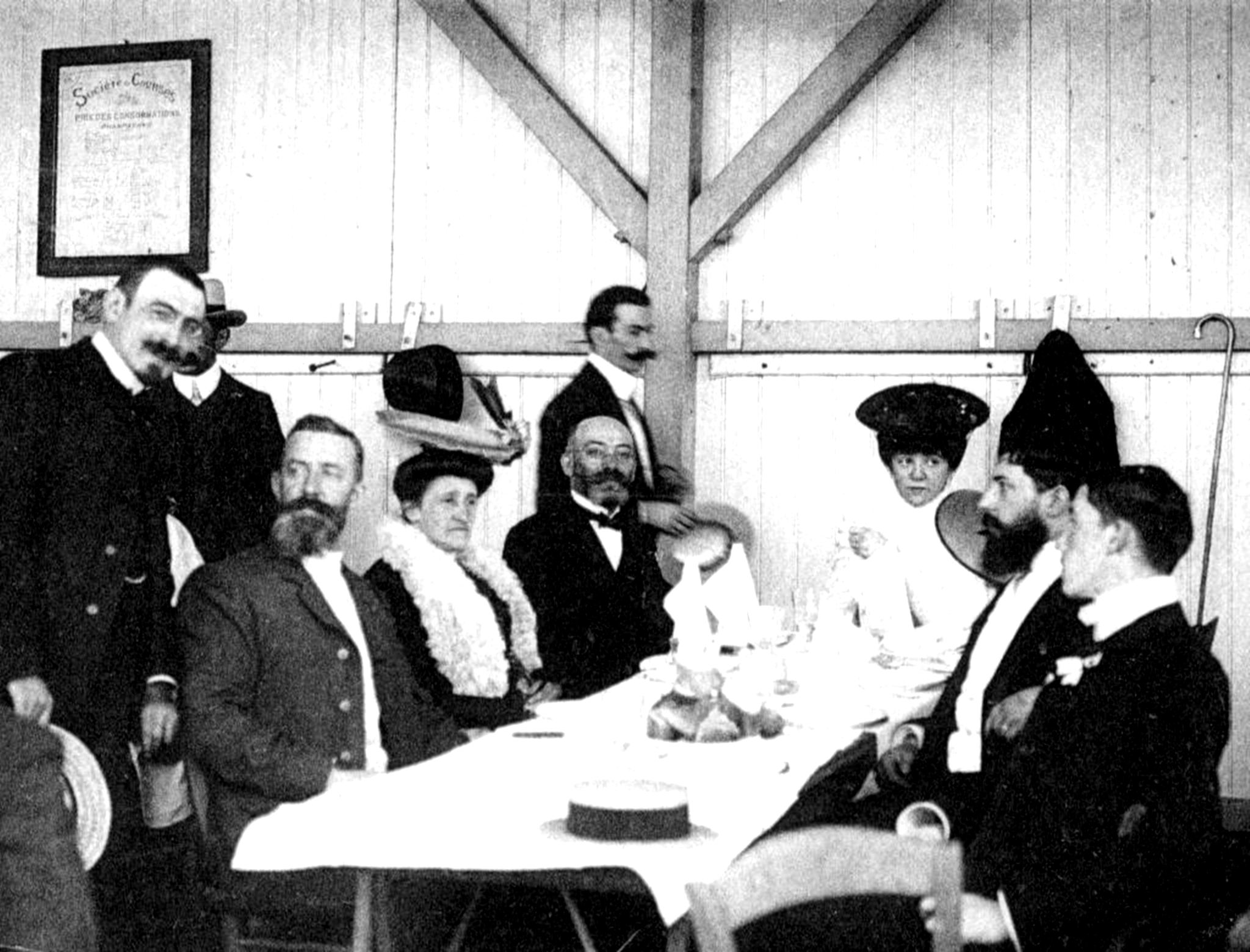
Las familias Zamenhof y Alfred Michaux en el primer Congreso de Esperanto, Boulogne 1905.

Ludwik Lejzer Zamenhof (en polaco: Ludwik Łazarz Zamenhof) o simplemente L. L. Zamenhof (Białystok, hoy Polonia, entonces Imperio ruso, 15 de diciembre de 1859-Varsovia, Regencia de Polonia, 14 de abril de 1917) fue un médico oftalmólogo polaco y creador de la lengua auxiliar planificada esperanto. Fue nominado doce veces al Premio Nobel de la Paz.
Recibió el nombre hebreo de Eliezer, transcrito en los documentos como Lejzer, un nombre polonizado. Siguiendo la costumbre, utilizaba también un segundo nombre no judío con la misma inicial, Ludwik. Asistió a la escuela de Białystok entre 1869 y 1873, y desde diciembre de 1873 hasta julio de 1879 al Instituto Alemán de Varsovia. Después de dos años de estudio en la Facultad de Medicina de Moscú y cuatro en la de Varsovia, recibió su título de médico en la especialidad de oftalmología, que terminó de cursar en Viena (1886).
Su abuelo, Fabian Zamenhof, fue traductor y profesor de lenguas, y su padre, Mordechai Mark Zamenhof, ejerció como profesor de alemán y francés. El joven Zamenhof tenía un talento especial para los idiomas; sus lenguas maternas eran el polaco, el ruso y el yidis o judeoalemán, pero siempre consideró el ruso su idioma nativo (solo en él y en esperanto escribió poesía). También hablaba alemán con fluidez; posteriormente aprendió francés, griego, hebreo, Volapük, latín e inglés. De español, italiano y algunos otros idiomas, solo tenía conocimientos básicos. Este poliglotismo era solo el reflejo de las condiciones en que vivía y que no pudieron dejar de influir en el pensamiento de un joven sensible.
En 1898 se instaló definitivamente en Varsovia, donde ejerció hasta su muerte. La profesión médica le proporcionó muchos más sinsabores que beneficios; debido a la pobreza de sus clientes, tenía que visitar diariamente entre treinta y cuarenta pacientes, a pesar de lo cual ganaba solo lo justo para garantizar una vida modesta a su familia.

## Contacto con el sionismo
Al igual que su padre, el joven Zamenhof tendía inicialmente a asimilarse, es decir, a ser un judío en una nación europea. Más tarde quiso convertirse en escritor ruso. Sin embargo, los pogromos de 1882 llevaron al joven estudiante al movimiento sionista, así que fundó un grupo sionista en Varsovia y también escribió una gramática para el yidis.
Alrededor de 1885 descubrió que el objetivo del sionismo, un hogar judío en Palestina, no era realista: el idioma hebreo estaba muerto, el sionismo juzgaba mal el sentimiento nacional entre los judíos y Palestina era demasiado pequeña para todo el judaísmo en general: se podría alojar un máximo de dos millones de judíos, y las masas restantes permanecerían afuera. En cambio, veía el futuro de los judíos más bien en un mundo en el que las barreras lingüísticas, culturales y religiosas se unen o se desmantelan por completo. Esto lo llevó a reflexionar ideas internacionalistas.
Cuando se fundó una Asociación Judía de Esperanto en 1914, Zamenhof respondió negativamente: cada nacionalismo trae cosas malas, por lo que sirve mejor a sus desafortunados si se esfuerza por lograr la justicia absoluta entre las personas.

## Nacimiento del esperanto

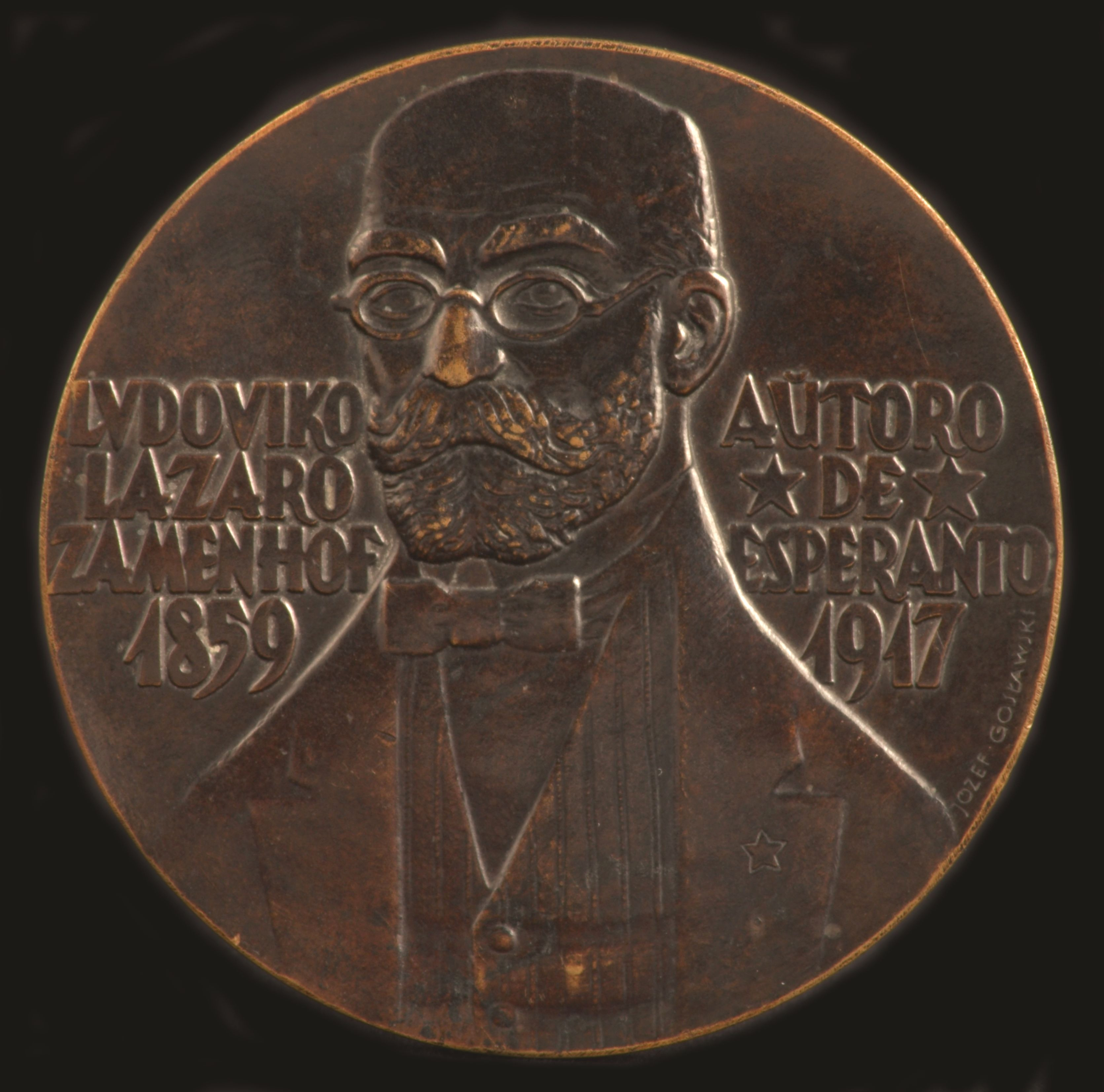
La medalla con Ludwik Lejzer Zamenhof (anverso), diseñada por Józef Gosławski.

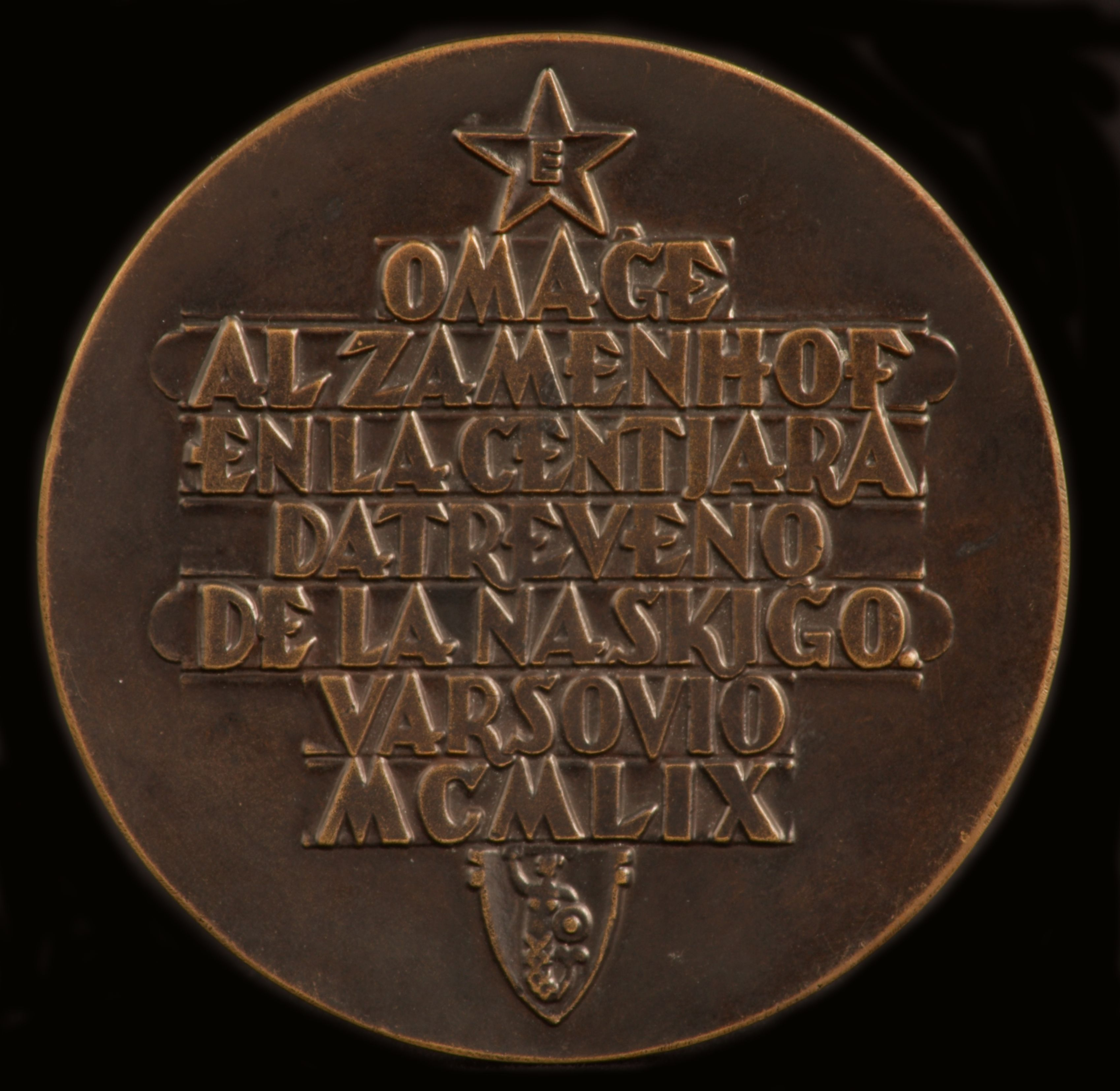
La medalla con Ludwik Lejzer Zamenhof (reverso), diseñada por Józef Gosławski.

De acuerdo con su testimonio, ya en su infancia en la ciudad de Białystok (que en aquel entonces formaba parte del Imperio ruso, aunque actualmente pertenece a Polonia, y donde había importantes comunidades de polacos, judíos, rusos, alemanes y lituanos) había observado cómo las diferencias entre los pueblos a causa de la diversidad de lenguas y religiones podían causar serios conflictos. Esto le motivó para buscar una solución al problema, y con el paso de los años fue desarrollando el esperanto, en un proceso que fue largo y laborioso (ver Protoesperanto).
Continuó con sus esfuerzos a pesar de que en 1879 apareciera el volapük, resultado del trabajo del sacerdote Johann Martin Schleyer, en el proyecto de crear una lengua internacional. Zamenhof aprendió volapük, pero los defectos de este idioma le motivaron aún más para proseguir con sus planes. Finalmente, en 1887 y con la ayuda económica de su suegro lituano, logró publicar un folleto en el que exponía los principios de la nueva lengua en el Lingvo internacia. Antaŭparolo kaj plena lernolibro (Lengua internacional. Prefacio y libro de texto completo), con el seudónimo de Doktoro Esperanto (que en español puede traducirse como Doctor Esperanzado). Esta palabra acabó  posteriormente por convertirse en el nombre de su creación lingüística. Esta publicación se denominó más tarde Unua Libro (Primer libro).
Mediante los cinco folletos que aparecieron en ruso, polaco, francés, alemán e inglés, respectivamente, y firmados con el pseudónimo «Dr. Esperanto», sometió su proyecto de lengua internacional a la crítica de los expertos, con la promesa de que, al cabo de un año, la perfeccionaría con las mejoras propuestas; envió esos folletos a multitud de revistas, gacetas, sociedades y periódicos europeos. Puso anuncios en periódicos rusos y polacos. Empleó, con el consentimiento de ella, la dote de su esposa para lanzar, entre los años 1888-1889, una serie completa de libros: Dua Libro (Segundo libro); Aldono al la Dua Libro (Suplemento del segundo libro); Neĝa blovado (Tormenta de nieve) y Gefratoj (Hermanos), traducidos por A. Grabowski; las traducciones del Segundo libro y del Suplemento; Meza Vortaro Germana (Diccionario Medio Alemán); Plena Vortaro Rusa (Diccionario Completo Ruso); manuales en inglés y sueco; Princino Mary (Princesa Mary), traducido por E. von Wahl; Adresaro (Directorio); y proporcionó el dinero necesario para editar las obras divulgativas de L. Einstein y H. Phillips. 
A finales de 1889, debido, sobre todo, a tan grande actividad editorial, quedó completamente arruinado. A partir de ese momento, aunque siguió siendo hasta 1905 el motor principal del movimiento, la divulgación dependió materialmente de los recursos económicos de los primeros seguidores.[cita requerida]
En 1905 se celebra el primer Congreso Universal de Esperanto en Boulogne-sur-Mer, Francia, que consolida el movimiento, fija la Declaración del Esperantismo, donde se define el movimiento, y se aprueba el Fundamento de Esperanto, es decir, la base fundamental del idioma, que a partir de ese momento se considera el reglamento esencial del esperanto.
Con motivo del 5.º Congreso Universal de Esperanto, celebrado en la ciudad de Barcelona en 1909, el rey de España, Alfonso XIII, nombró a Zamenhof comendador de la Orden de Isabel la Católica.[cita requerida]

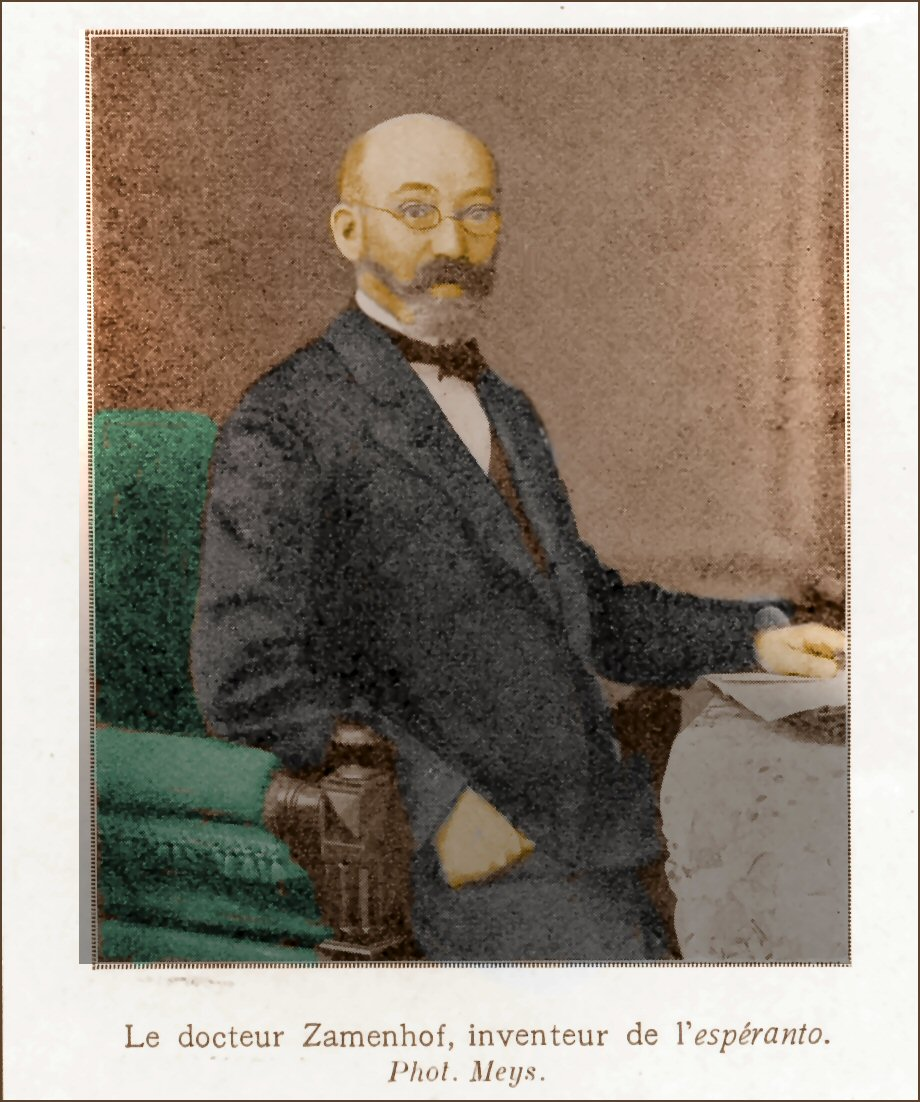
El doctor Zamenhof, creador del Esperanto, 1905

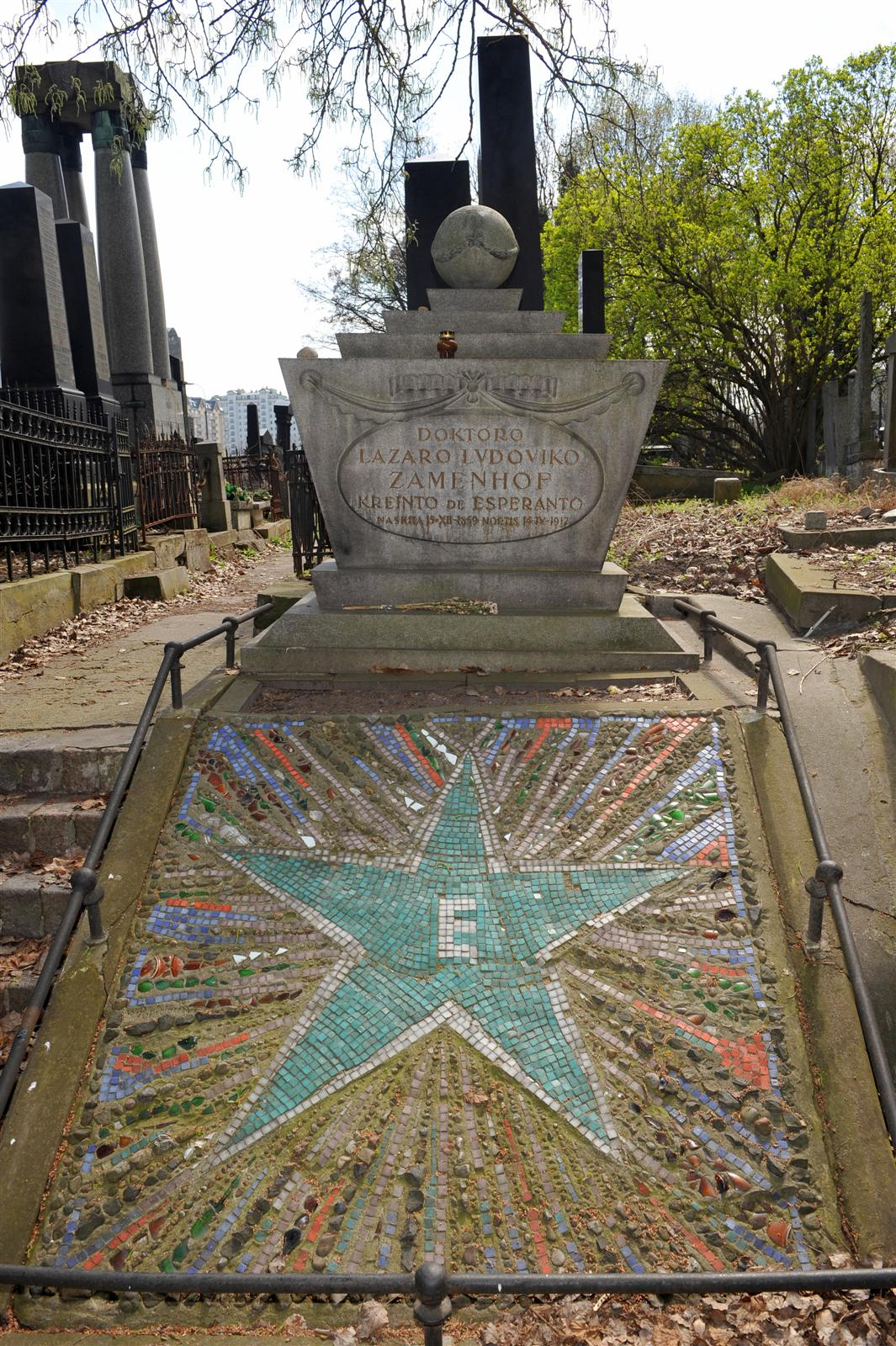
Tumba de Zamenhof en el Cementerio Judío de Varsovia

## Homaranismo
Zamenhof desarrolló, además del esperanto como lengua neutral, un concepto de cosmovisión neutral. Inicialmente presentó sus ideas bajo el nombre de «hilelismo» (1906), en referencia a Hillel, un erudito judío del periodo precristiano. Posteriormente, reformuló esta propuesta bajo el término homaranismo, que se traduce como «ideología de los miembros de la humanidad». Esta doctrina planteaba una moral suprarreligiosa fundamentada en la ausencia de prejuicios y en la regla de oro, con elementos interpretables dentro del humanismo.
El homaranismo proponía la cooperación internacional y la tolerancia religiosa sobre la base de principios compartidos. En este modelo, la creencia en una entidad superior debía ser concebida de manera colectiva, en lugar de expresarse a través de tradiciones religiosas particulares. En contextos multilingües, todas las lenguas nacionales debían tener un estatus oficial equitativo, con el esperanto funcionando como lengua auxiliar para la comunicación intergrupal.
No obstante, la doctrina no abordó de manera detallada los desafíos sociopolíticos de las sociedades multiculturales. Incluso dentro de la comunidad esperantista, el homaranismo, aunque generalmente considerado compatible con el humanismo, no adquirió un papel relevante ni tuvo una implementación significativa.

## Honores y distinciones

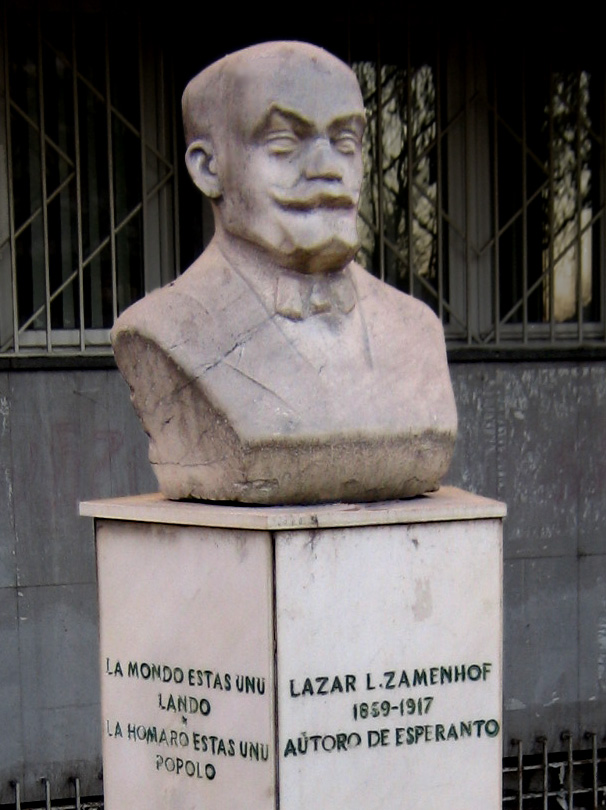
Estatuilla de L. L. Zamenhof en Prilep, Macedonia del Norte.

En 1905, Zamenhof recibió la Orden Nacional de la Legión de Honor por crear el esperanto, en 1910, Zamenhof fue nominado para el Premio Nobel de la Paz por cuatro miembros del Parlamento británico, entre ellos James O'Grady, Philip Snowden y el profesor Stanley Lane Poole. (En cambio, el Premio fue otorgado a la Oficina Internacional de la Paz). Con motivo del 5.º Congreso Universal de Esperanto en Barcelona, Zamenhof fue nombrado Comandante de la Orden de Isabel la Católica por el Rey Alfonso XIII de España.
El planeta menor 1462 Zamenhof se nombra en su honor. Fue descubierto el 6 de febrero de 1938 por Yrjö Väisälä. Cientos de calles, parques y puentes de ciudades en todo el mundo también llevan el nombre de Zamenhof. En Lituania, la calle Zamenhof más conocida está en Kaunas, donde vivió y fue propietario de una casa durante algún tiempo. Hay otros en Polonia, el Reino Unido, Francia, Hungría, Croacia, la República Checa, España (principalmente en Cataluña), Italia, Israel, Bélgica y Brasil. Hay colinas de Zamenhof en Hungría y Brasil, y una isla de Zamenhof en el Danubio.
En algunas ciudades israelíes, los letreros de las calles identifican al creador del esperanto y le dan las fechas de nacimiento y muerte, pero se refieren a él únicamente por su nombre judío Eliezer (una variante de la cual, El'azar, es el origen de Lázaro). Zamenhof es honrado como una deidad por la religión japonesa Oomoto, que alienta el uso del esperanto entre sus seguidores. Además, un género de líquenes ha sido nombrado Zamenhofia en su honor.
El escritor ruso Nikolai Afrikanovich Borovko, que vivía en Odesa, fundó junto con Vladimir Gernet una sucursal de la primera sociedad oficial de esperanto Esrero en Rusia. En los años 1896-97 N.A. Borovko se convirtió en su presidente. Hay un monumento a L. Zamenhof instalado en Odesa en un patio residencial ordinario. El escultor esperantista Nikolai Vasilyevich Blazhkov vivió en esta casa que, a principios de los años 60, trajo un retrato escultórico al patio, porque las costumbres no permitían enviar la escultura al Congreso de Esperanto en Viena.
En Gotemburgo, Suecia, una plaza pública se llama Esperantoplatsen.
En Italia, algunas calles llevan el nombre de esperanto, incluido el largo esperanto en Pisa.

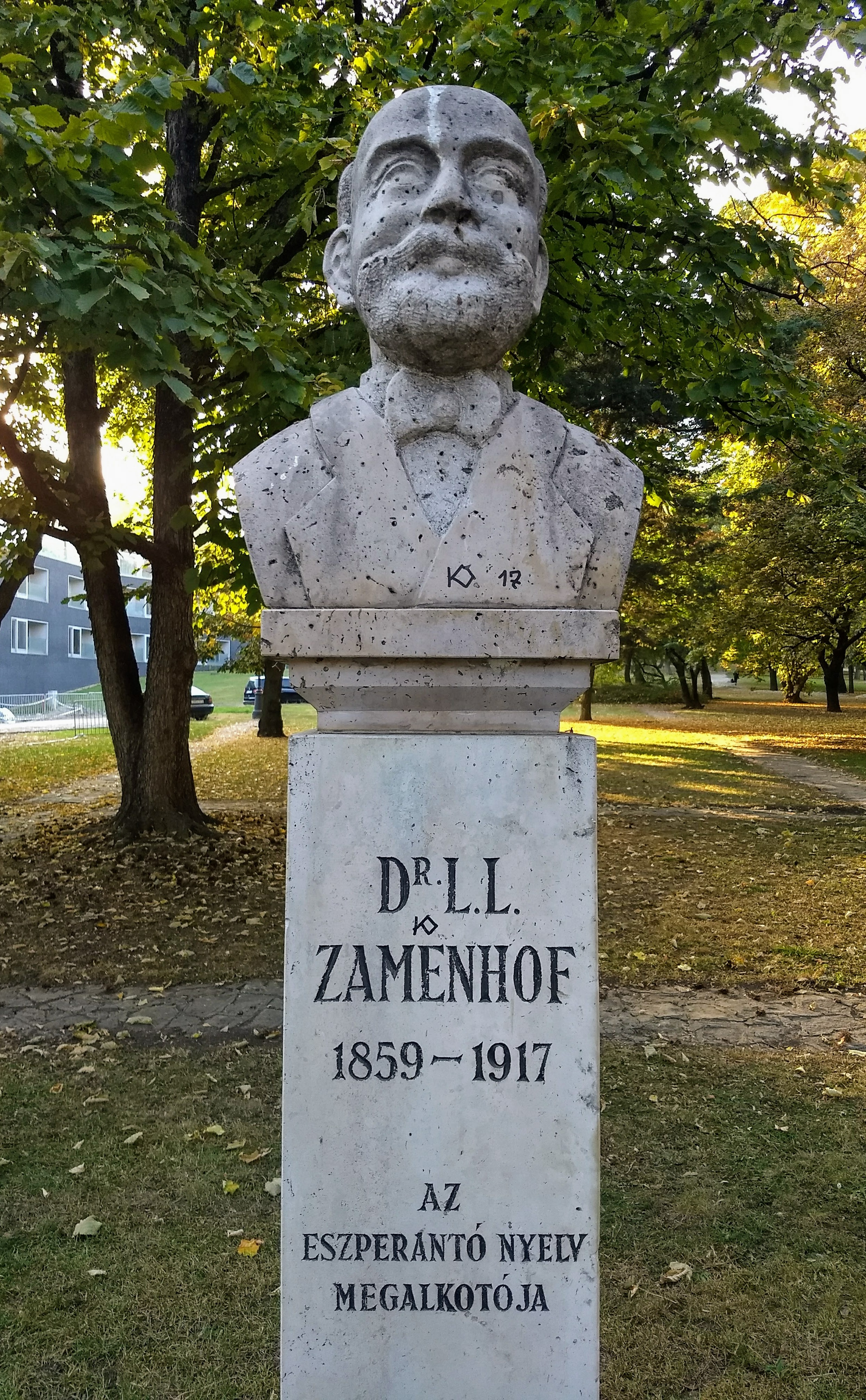
Estatua de L. L. Zamenhof en el parque Esperanto, Budapest

En 1959, la Unesco honró a Zamenhof con motivo de su centenario. En 2015, la Unesco decidió apoyar la celebración del centenario de su muerte.
Zamenhof fue nominado 12 veces para el Premio Nobel de la Paz.
Su cumpleaños, el 15 de diciembre, se celebra anualmente como el Día de Zamenhof por los usuarios de esperanto. El 15 de diciembre de 2009, la bandera verde de Esperanto ondeó en la búsqueda de Google para conmemorar el 150 aniversario de Zamenhof.
La casa de la familia Zamenhof, dedicada a Ludwik Zamenhof, y el Centro de Esperanto Białystok, son sitios del Camino del Patrimonio Judío en Białystok, que fue inaugurado en junio de 2008 por voluntarios de la Fundación de la Universidad de Białystok.
En 1960, la Asociación de Esperanto de Gran Bretaña (EAB) estableció escuelas de verano en esperanto en Stoke-on-Trent en el Reino Unido, que comenzaron a proporcionar lecciones y promover el idioma localmente. Hay una carretera que lleva el nombre de Zamenhof en la ciudad: Zamenhof Grove.
Como el Dr. Zamenhof nació el 15 de diciembre de 1859, la Sociedad de Esperanto de Nueva York se reúne cada diciembre para celebrar el Zamenhofa Tago (Día de Zamenhof en Esperanto).

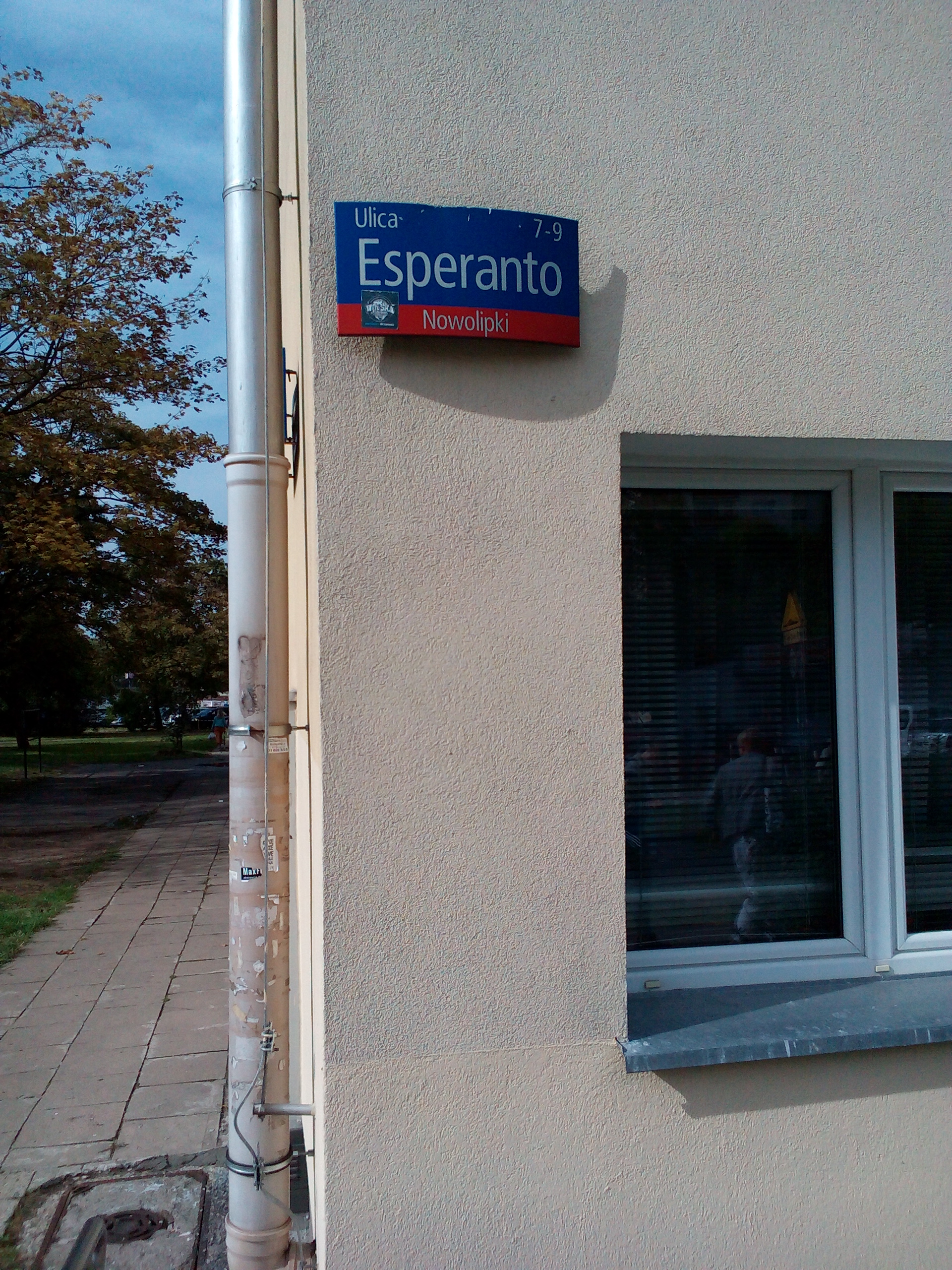
Avenida Esperanto en Varsovia
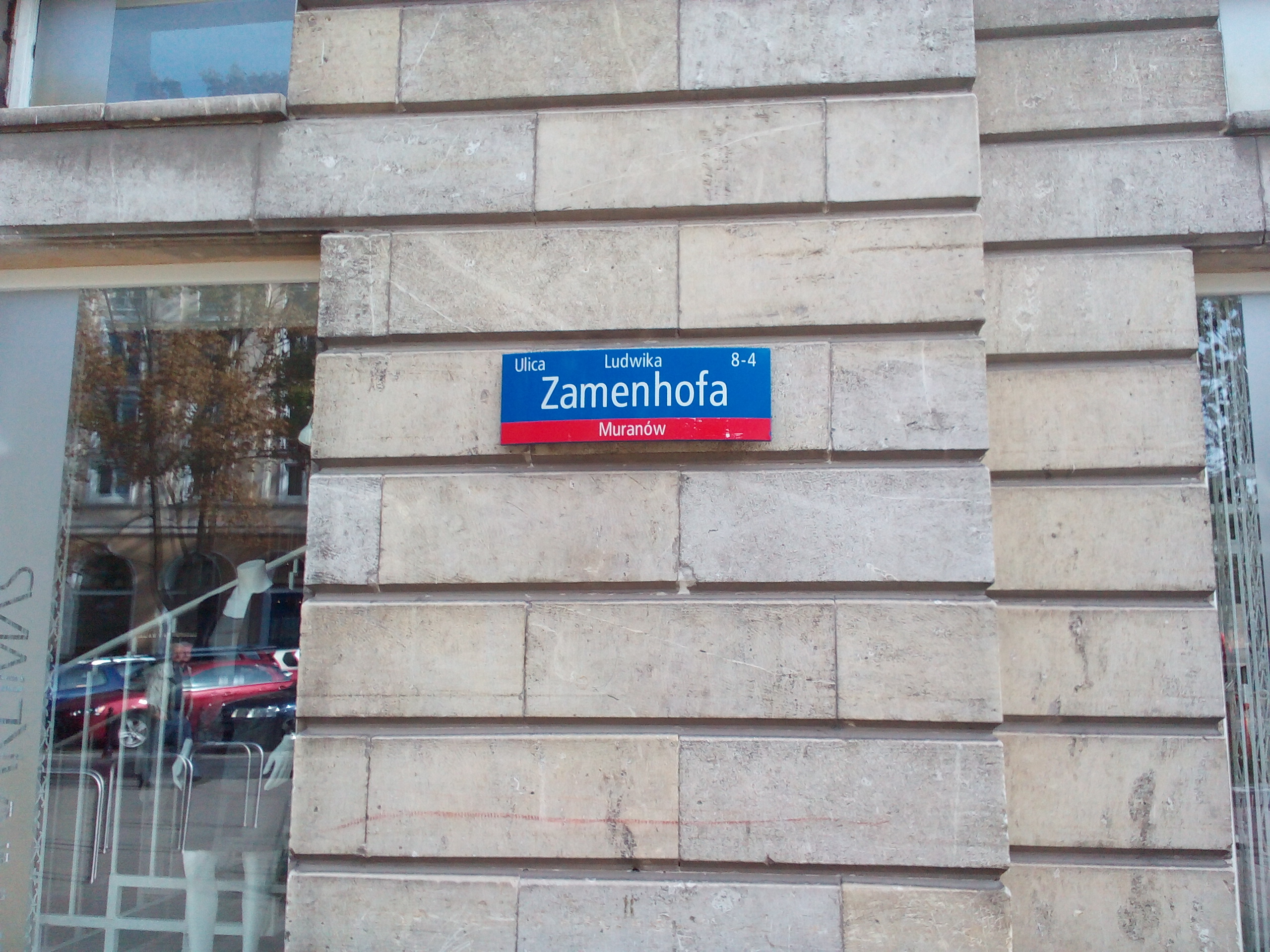
Avenida Zamenhof en Varsovia
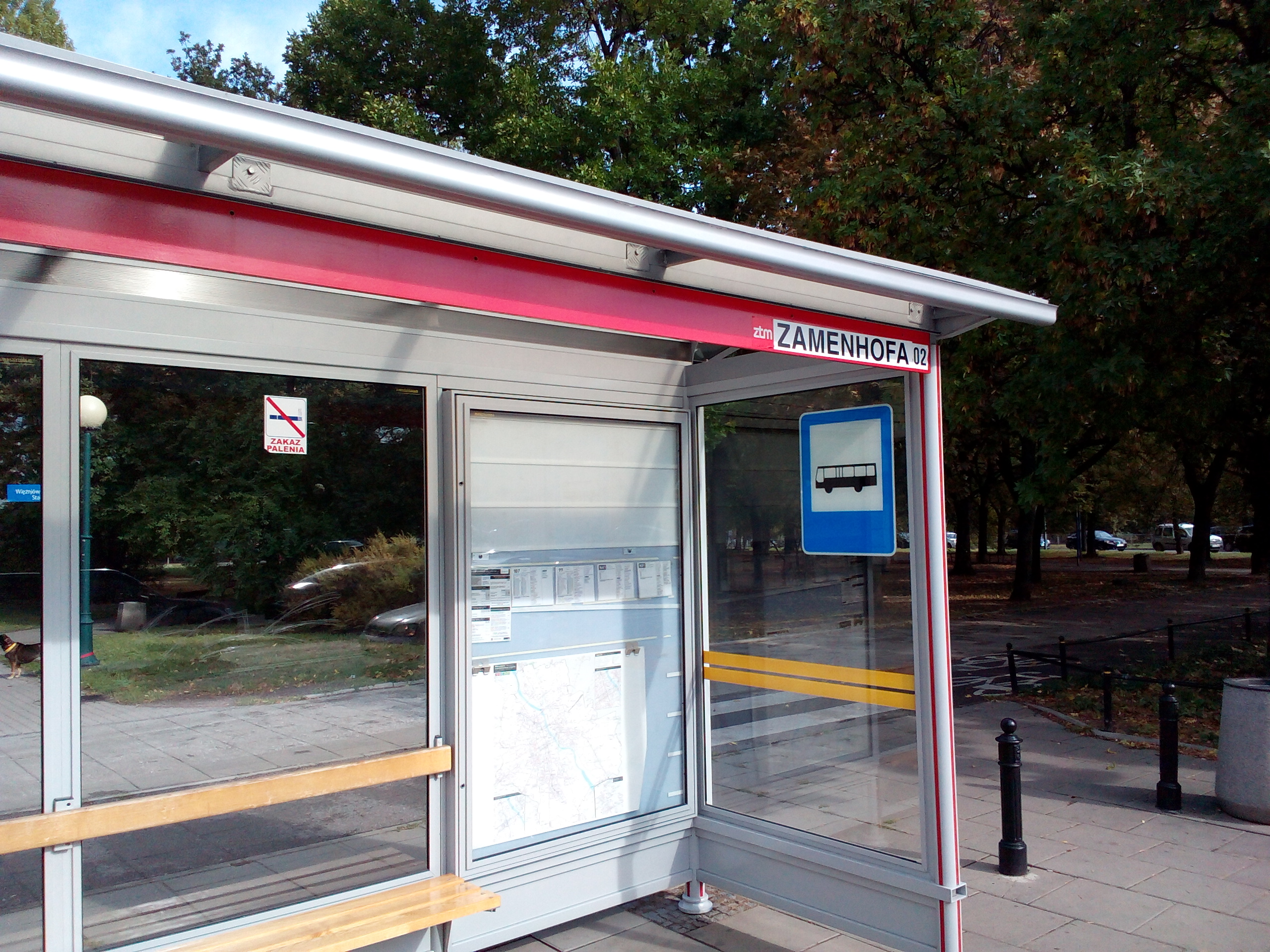
Estación de autobuses Zamenhof en Varsovia
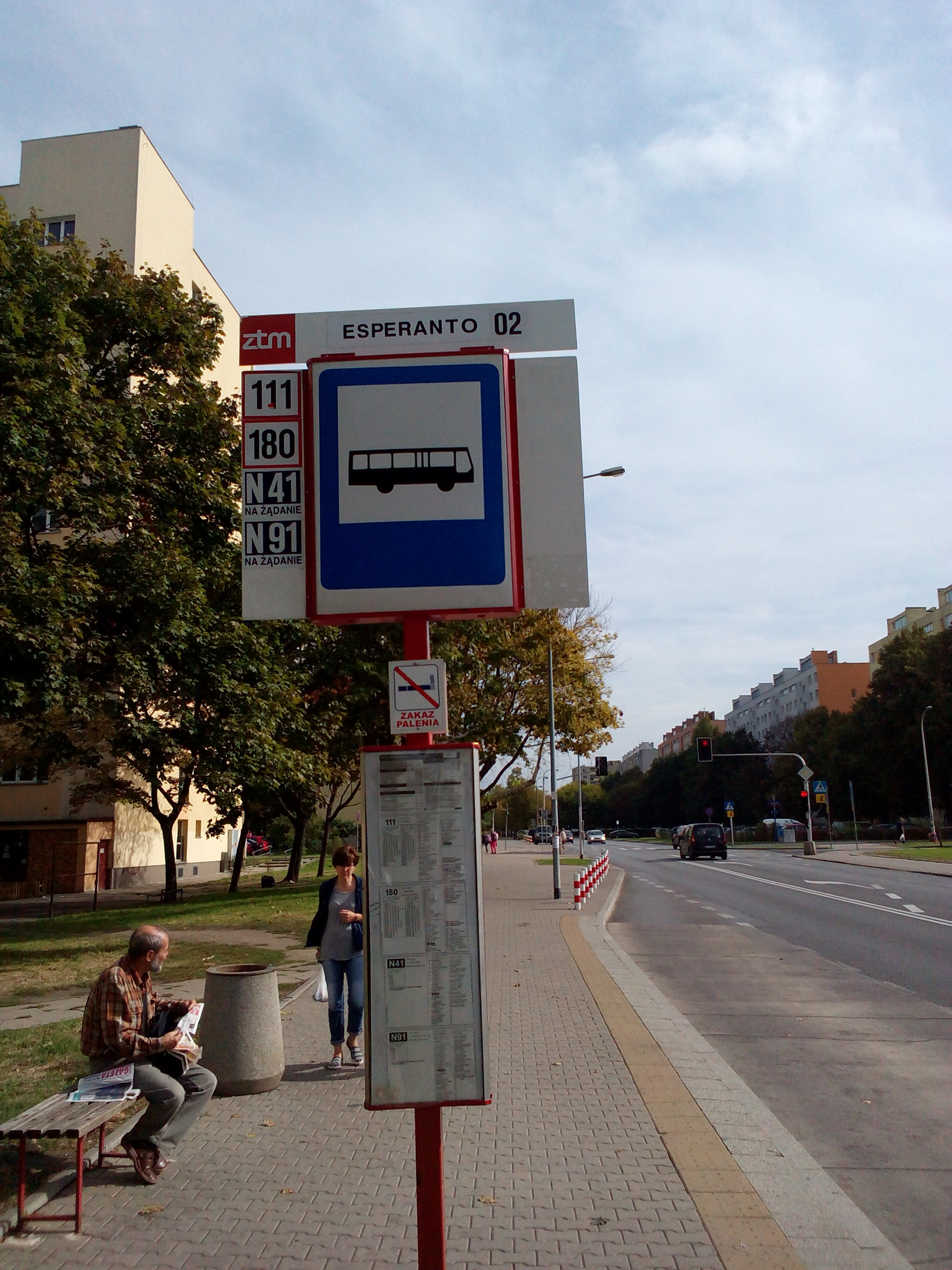
Estación de autobuses Esperanto en Varsovia
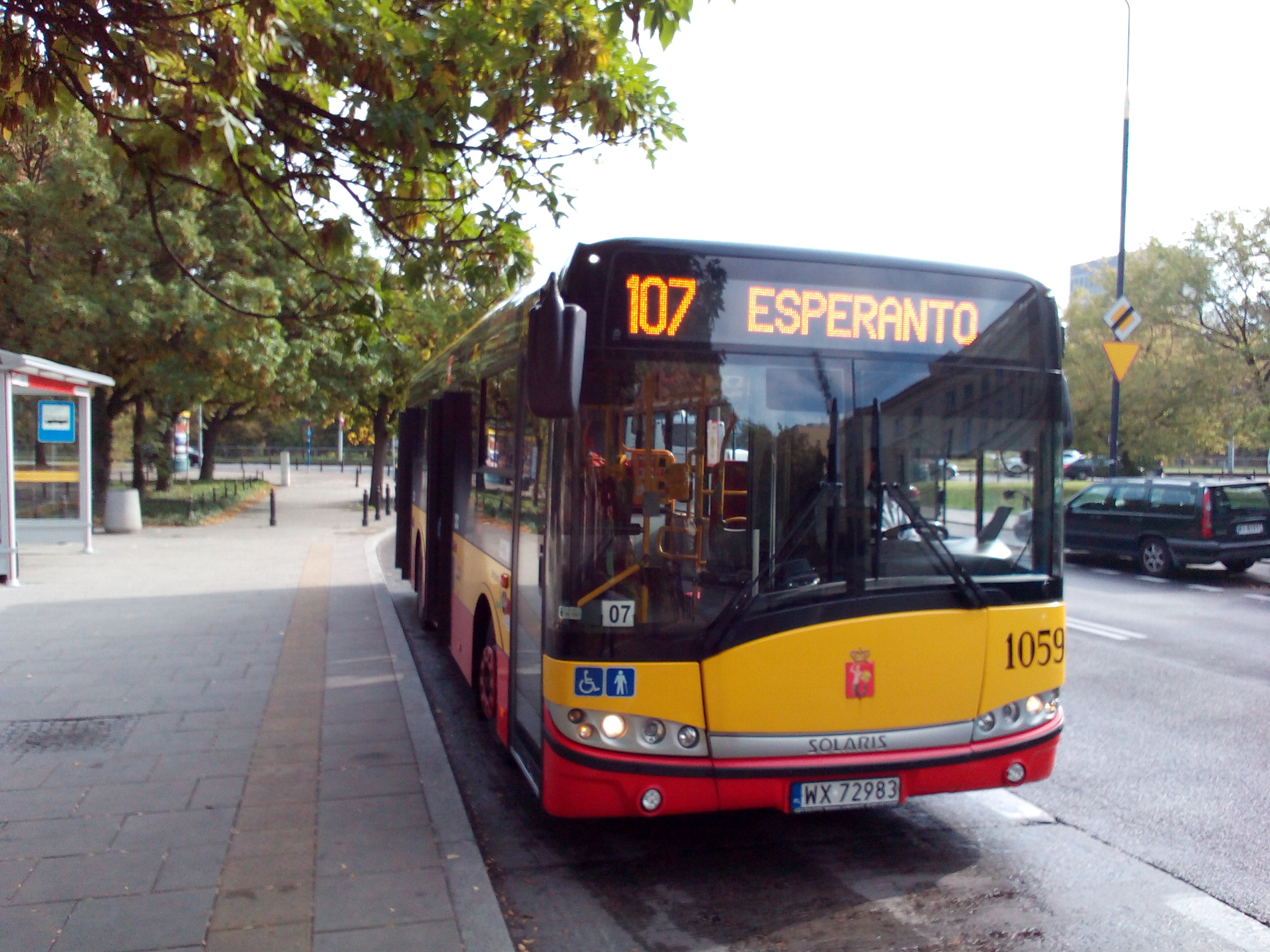
Autobús en la estación de autobuses Esperanto en Varsovia

## Muerte
Zamenhof murió en Varsovia el 14 de abril de 1917, posiblemente de un ataque al corazón, y fue enterrado en el cementerio judío de la calle Okopowa. El discurso de despedida fue pronunciado por el gran rabino y predicador de la Gran Sinagoga en Varsovia, Samuel Abraham Poznański, quien dijo: "Habrá un momento en que el suelo y la nación de los polacos entenderán qué fama le dio su gran hijo de Dios a su tierra natal".